# Polster (Schönsee)
Polster ist ein Ortsteil der Stadt Schönsee im Oberpfälzer Landkreis Schwandorf in Bayern.
Der Weiler Polster liegt am Westhang des 818 m hohen Eulenberges. Die weiter unten am Hang am Mierbach gelegene Polstermühle gehört mit zum Gemeindeteil Polster.
1954 wurde Polster zusammen mit Lindau, die beide vorher zur Gemeinde Dietersdorf gehörten, nach Schönsee umgegliedert.